# Bệnh thần kinh ngoại biên
Bệnh thần kinh ngoại biên, thường được rút ngắn thành bệnh thần kinh, là một thuật ngữ chung mô tả bệnh ảnh hưởng đến các dây thần kinh ngoại biên, có nghĩa là các dây thần kinh ngoài não và tủy sống. Tổn thương dây thần kinh ngoại biên có thể làm giảm cảm giác, chuyển động, tuyến hoặc chức năng cơ quan tùy thuộc vào dây thần kinh nào bị ảnh hưởng; nói cách khác, bệnh thần kinh ảnh hưởng đến vận động, cảm giác hoặc thần kinh tự chủ dẫn đến các triệu chứng khác nhau. Nhiều hệ thống thần kinh có thể bị ảnh hưởng đồng thời. Bệnh thần kinh ngoại biên có thể là cấp tính (khởi phát đột ngột, tiến triển nhanh) hoặc mãn tính (các triệu chứng bắt đầu một cách tinh tế và tiến triển chậm), và có thể hồi phục được hoặc tồn tại vĩnh viễn.
Các nguyên nhân phổ biến bao gồm các bệnh trên toàn thân (như bệnh tiểu đường hoặc bệnh phong), glycation gây tăng đường huyết, thiếu vitamin, thuốc (ví dụ, hóa trị liệu hoặc kháng sinh thường được kê đơn bao gồm metronidazole và nhóm kháng sinh fluoroquinolone (Ciprofloin), Levaquin, Avelox, v.v.)), chấn thương, bao gồm thiếu máu cục bộ, xạ trị, uống quá nhiều rượu, bệnh hệ miễn dịch, bệnh coeliac, nhạy cảm với gluten không coeliac hoặc nhiễm virus. Nó cũng có thể là di truyền (có sẵn từ khi sinh ra) hoặc vô căn (không biết nguyên nhân). Trong sử dụng y tế thông thường, từ bệnh thần kinh không có từ bổ nghĩa thường có nghĩa là bệnh thần kinh ngoại biên.
Bệnh thần kinh chỉ ảnh hưởng đến một dây thần kinh được gọi là "bệnh đơn dây thần kinh" và bệnh thần kinh liên quan đến dây thần kinh ở cùng một khu vực trên cả hai mặt của cơ thể được gọi là "bệnh đa dây thần kinh đối xứng" hay đơn giản là " bệnh đa dây thần kinh ". Khi hai hoặc nhiều hơn (thường chỉ là một vài, nhưng đôi khi nhiều) các dây thần kinh riêng biệt ở các khu vực khác nhau của cơ thể bị ảnh hưởng, nó được gọi là "bệnh đa dây thần kinh đơn nhân "hoặc "bệnh đơn dây thần kinh đa nhân".